# 전정
전정(剪定)은 과수원에서 세부적인 가지를 솎아주거나 잘라주는 일련의 행동을 의미한다. 과일재배에서 수형(樹形)을 형성하기 위해서 가지를 자르는 행동을 나타내는 정지(整枝)와는 차이가 있다.

## 목적
전정의 목적은 다음과 같다.
- 부러지거나 약해서 이상이 발생한 가지를 제거한다. 또한 혼잡한 부분의 가지를 정리해 나간다.
- 열매가 열릴 가짓 수를 제한함으로써 지나치게 많이 열리는 현상을 방지한다.
- 어미가지 끝에 새 가지를 많이 발생하게 한다. 이를 통해, 결실부(結實部) 위치가 높아지고 기부쪽이 텅비는 현상을 방지한다.

## 종류
가지의 기부를 잘라내는 행위를 솎음전정이라고 한다. 가지의 중간을 잘라서 튼튼한 새 가지를 만들어 나갈려는 행위를 자름전정이라고 한다. 보통 이 두 가지를 혼용하는 경우가 많다.
과일의 종류에 따라 가지의 발생이나 자라는 방식, 결과가 다르다. 따라서, 전정방법도 각각 그에 따라 차이가 난다. 대표적으로 감귤류와 같이 가볍게 전정하는 경우가 있고, 반면 포도와 같이 매년 크게 전정하는 경우가 있다.

## 원칙
전정은 수령(樹齡)의 추가에 따라 그 정도를 강하게 해야 한다. 노목이 되면 수세(樹勢)가 쇠약해져서 열매의 결실이 불량해지는 경향이 크다. 따라서 이 경우에는 굵은 가지를 잘라내고 강한 세력을 가진 가지와 교체하는 갱신전정(更新剪定)을 하는 경우가 많다. 전정 후, 자른 부위가 빨리 아물도록 해야 한다. 솎음전정의 경우 가지의 기부에서 수평으로 잘라 나간다. 자름전정의 경우는 눈의 약간 위쪽을 비스듬히 잘라 나가야 한다.
갱신전정 과정에서 큰 가지를 자를 경우, 자른 부위를 평평하게 깎아 둘레의 조직이 자라 올라가서 상처가 빨리 아물수 있도록 해야 한다.

## 기구
얇은 가지를 자를 때는 전정가위를 이용하고, 굵은 가지를 자를 때는 전정톱을 사용한다.

## 같이 보기
- 과수원: 과일나무를 기르는 곳이다.
- 안뜰 (해부학)